# Grandidierella trispinosa
Grandidierella trispinosa is een vlokreeftensoort uit de familie van de Aoridae. De wetenschappelijke naam van de soort is voor het eerst geldig gepubliceerd in 2010 door Bano & Kazmi.